# Опіумна конвенція
Міжнаро́дна конве́нція про о́піум — міжнародна Конвенція у справах, пов'язаних з торгівлею опіумом, підписана в Гаазі 23 січня 1912 року. Документ зареєстрований 23 січня 1922 року № 222 в Секретаріаті Ліги Націй та опублікований у Збірнику договорів, том 8, стор. 187 (текст).

## Історія
У 1909 році в Шанхаї була зібрана конференція, в яку увійшли 13 країн Міжнародної опіумної комісії. Конференція була відповіддю на зрослу критику опіумної торгівлі. Угода була підписана Німеччиною, США, Китаєм, Францією, Великою Британією, Італією, Японією, Нідерландами, Персією, Португалією, Росією, і Сіамом. Конвенція передбачала, що «держави конвенції повинні докласти всіх можливих зусиль для здійснення контролю, в тому числі і силового, всіх осіб, які виробляють, імпортують, продають, поширюють, і експортують морфій, кокаїн і їх похідні, а також для обліку будівель, в яких ці особи містять подібні виробництва і торгові місця».
У 1915 році умови конвенції були виконані такими країнами, як США, Нідерланди, Китай, Гондурас і Норвегія. Конвенція набула глобальної сили після її включення в Версальський мирний договір 1919 року.
Виправлений варіант Міжнародної опіумної конвенції був підписаний 19 лютого 1925 року і набув чинності 25 вересня 1928 року. У виправленому варіанті була введена статистична система обліку, контрольована Постійною центральною опіумною комісією, органом Ліги Націй.
В 1931 р. ця Конвенція була замінена новою Конвенцією, яка обмежувала й регулювала виробництво та розподіл у масштабі планети медикаментів, які містять наркотичні речовини.